# Pötzling

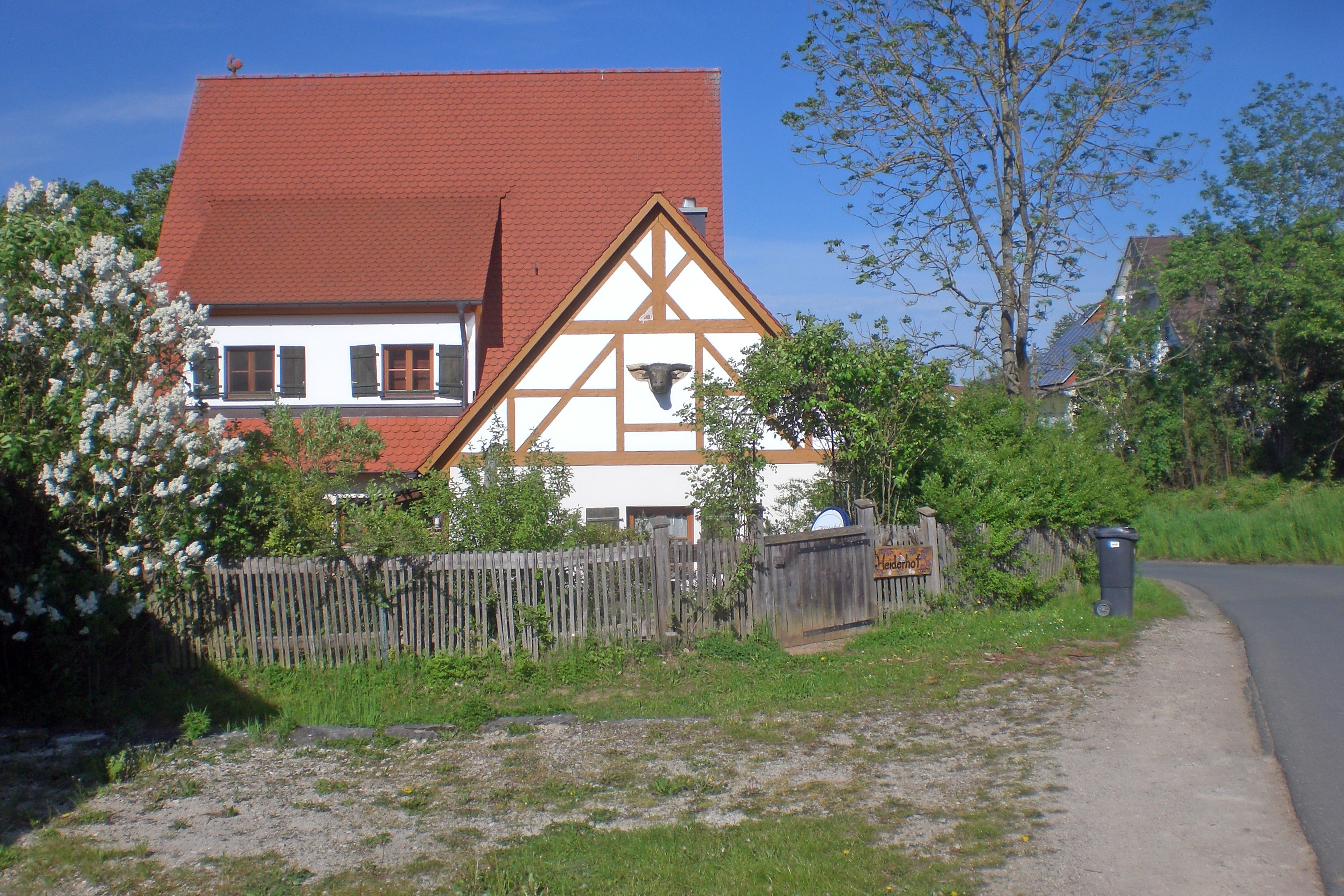
Anwesen in Pötzling (2024)

Pötzling ist ein Gemeindeteil der Gemeinde Leinburg im Landkreis Nürnberger Land (Mittelfranken, Bayern). Pötzling liegt in der Gemarkung Gersdorf.

## Geografie
Das Dorf liegt am Ettenbach, einem rechten Zufluss des Haidelbachs. Eine Gemeindeverbindungsstraße führt nach Gersdorf zur Staatsstraße 2404 (0,5 km östlich) bzw. über Pühlhof nach Unterhaidelbach zur Staatsstraße 2240 (1,2 km südwestlich).

## Geschichte
Pötzling gehört zu den ältesten Siedlungen in der Gegend und wurde wahrscheinlich im 7. oder 8. Jahrhundert gegründet. Darauf deutet der Ortsname hin, der aus einer Zusammensetzung des Vornamens des Gründers (eines gewissen Bozo) und der Endung -ing besteht. Ein im Ort ansässiger niederer Adel wurde erstmals im Jahr 1298 genannt. Dieser wanderte im  14. Jahrhundert in den oberfränkisch-oberpfälzischen Raum ab, nachdem er verwandtschaftliche Beziehungen mit der Adelsfamilie der von Zirkendorf eingegangen war. Das alte Pötzlinger Wappen stellte eine Ente dar und am Totenschild des Franz Volkamer († 1401) ist diese noch heute in der Nürnberger Lorenzkirche zu sehen.
Mit dem Gemeindeedikt (frühes 19. Jahrhundert) wurde Pötzling dem Steuerdistrikt Entenberg und der Ruralgemeinde Gersdorf zugewiesen. Im Zuge der Gebietsreform in Bayern wurde Pötzling am 1. Mai 1978 nach Leinburg eingemeindet.